# Marinha da Finlândia

Emblema da Marinha Finlandesa.

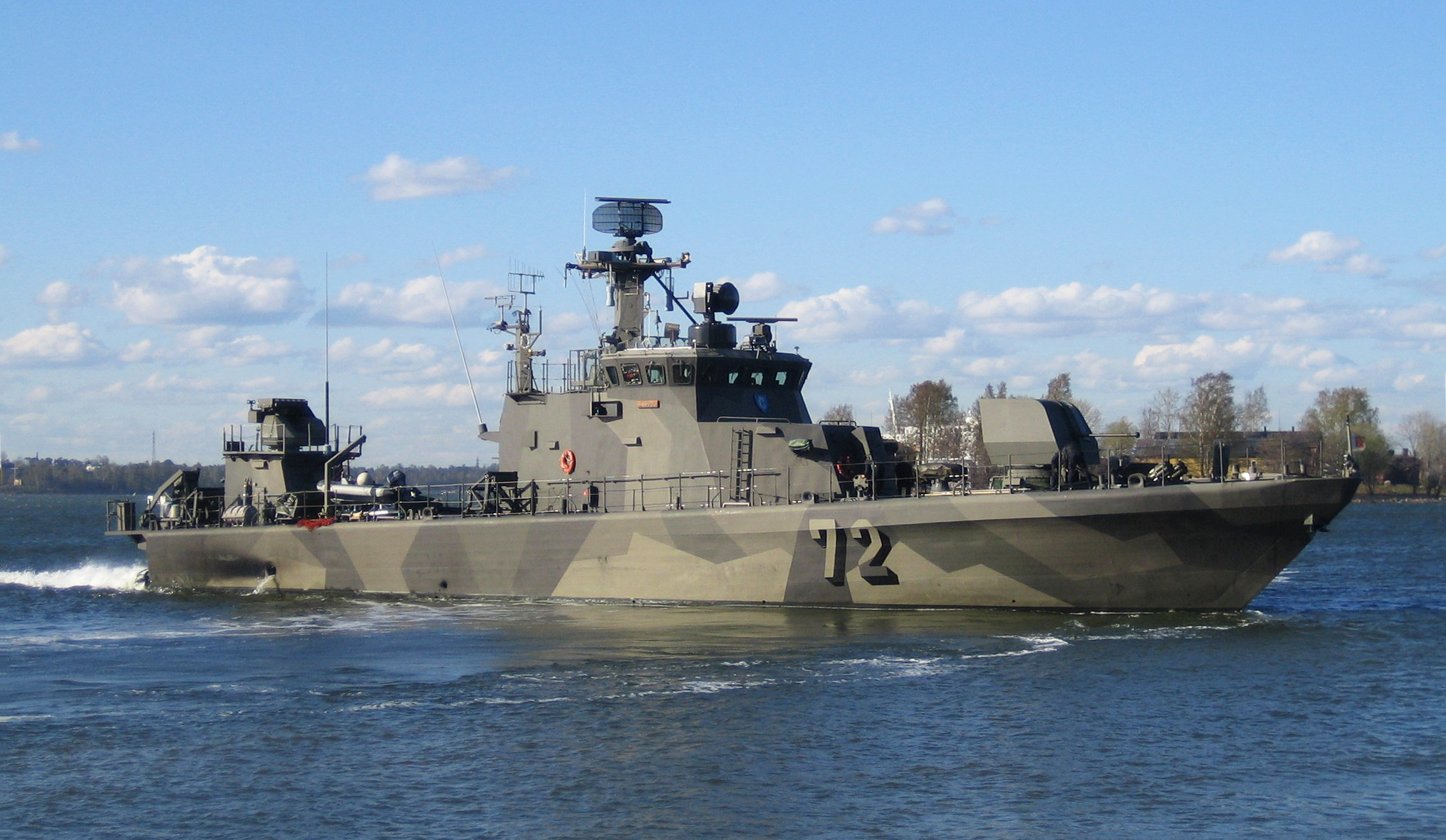
Um navio da classe Rauma.

A Marinha da Finlândia (em finlandês: Suomen merivoimat, em sueco: Finlands sjöstridskrafter) é o ramo marítimo das Forças armadas finlandesas. A Marinha emprega 2.300 pessoas e cerca de 4.300 conscritas e treina a cada ano. Aos navios da Marinha Finlandesa é dado o prefixo NMF, encurtamento para Navio da Marinha Finlandesa.